# Dnevi mladih in kulture
Dnevi mladih in kulture je festival, ki se odvije vsako leto v Velenju od leta 1991. Njegov organizator je Šaleški študentski klub.
Vključuje koncerte, delavnice, razstave, okrogle mize, športne igre in ostalo. Med njegovimi prizorišči sta Velenjski grad in Pekarna v starem Velenju. Leta 2016 je vodenje organizacije festivala prevzela kulturologinja Maruša Skornišek.
Na prvem festivalu je nastopil Adi Smolar z Letečimi potepuhi.

### Kritika
Aleš Črnič je v kolumni leta 1999 organizatorjem očital pomanjkanje svežih idej in razmisleka o tem, zakaj festival sploh obstaja. Opozoril je na konkurenco mlajših lokalnih mladinskih festivalov.